# Spilomalus biquadratus
Spilomalus biquadratus is een vliesvleugelig insect uit de familie Pteromalidae. De wetenschappelijke naam is voor het eerst geldig gepubliceerd in 1858 door Wollaston.